# John Desmond Clark
Pour les articles homonymes, voir John Clark (homonymie) et Clark.
John Desmond Clark ou, plus communément, J. Desmond Clark est un archéologue britannique né le 10 avril 1916 et mort le 14 février 2002. Il a en particulier étudié la Préhistoire de l'Afrique.

## Parcours
J. Desmond Clark a étudié à la Monkton Combe School près de Bath et a obtenu son diplôme de premier cycle (B.A.) au Christ's College à l'Université de Cambridge. En 1937, il devient conservateur du Livingstone Memorial Museum en Rhodésie du Nord.
Un an plus tard, il épouse Betty Behaume, qui l'accompagnera lors de nombreuses expéditions tout au long de sa vie. Durant la Seconde Guerre mondiale, Clark est militaire dans la Corne de l'Afrique, où il entreprend des recherches archéologiques ; il fouille notamment en 1942 les grottes de Mumbwa en Zambie. En 1947, il retourne à Cambridge où il achève son Ph.D..

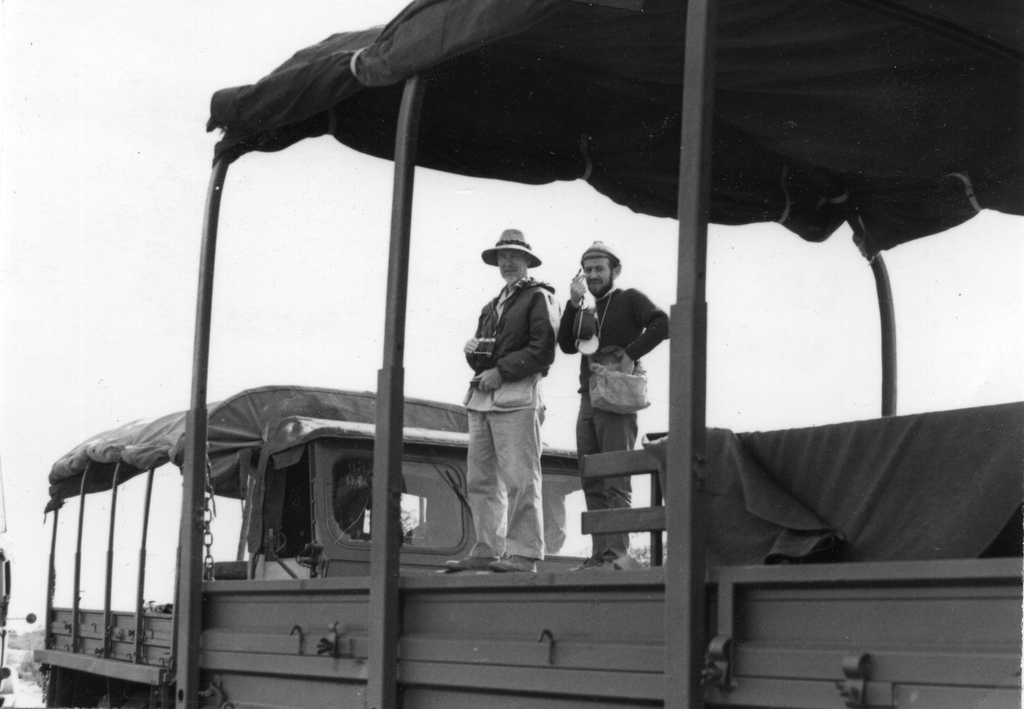
J. D. Clark (à gauche) et Glynn Isaac à Saint-Louis (Sénégal)

Il rentre ensuite en Rhodésie en tant que directeur du Musée. En 1953, il entreprend la fouille d'un site préhistorique proche des chutes de Kalambo (Kalambo Falls) à l'extrémité sud-est du Lac Tanganyika, sur la frontière actuelle entre la Zambie et la Tanzanie. Le site livre l'une des plus importantes séquences paléolithiques d'Afrique, avec des occupations acheuléennes, sangoennes, lupembiennes, magosiennes, Wilton et bantoues. 

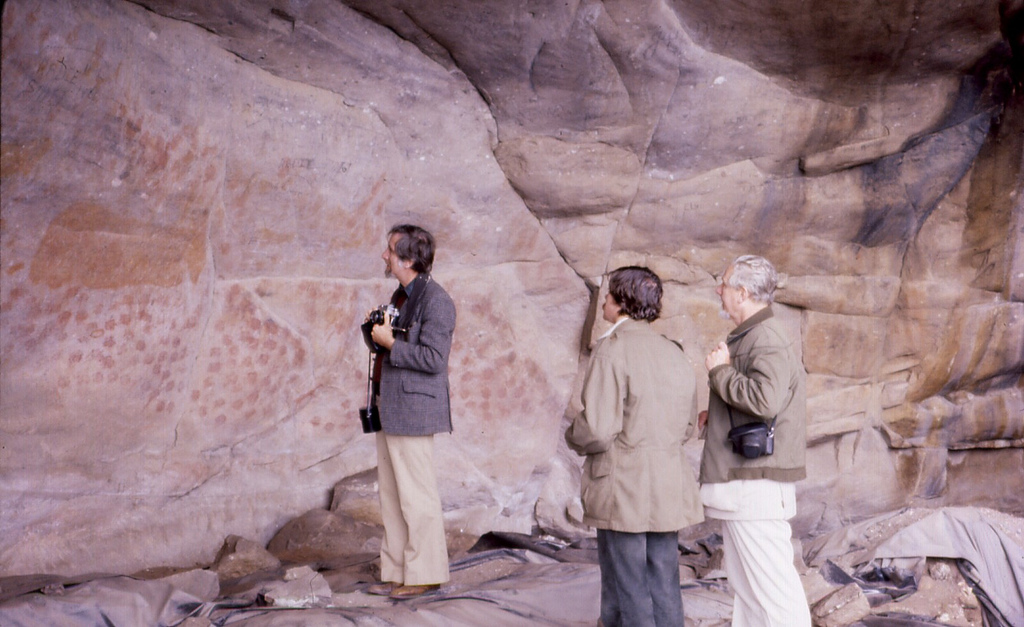
J. D. Clark (à droite) examinant des peintures rupestres à Eland's Bay (Afrique du Sud) en 1979

Il participe également à d'importants travaux de terrain en Éthiopie, en Somalie, au Malawi, en Angola et au Niger. Il collabore notamment avec Louis et Mary Leakey.
En 1961, Clark devient professeur d'anthropologie à Berkeley, où il enseigne jusqu'à sa retraite en 1986.
À partir de 1979, il appartient au comité de patronage de Nouvelle École.
Il poursuit ses recherches jusqu'à sa mort, notamment en dirigeant en 1991 l'une des premières fouilles conduites en Chine par des archéologues étrangers.
Il meurt d'une pneumonie à Oakland en 2002, laissant plus de vingt ouvrages et plus de 300 articles scientifiques concernant la paléoanthropologie et la Préhistoire africaine. Son épouse ne lui survit que de deux mois. Ils ont eu deux enfants, Elizabeth et John.

### Principales publications
- The Prehistoric Cultures of the Horn of Africa, 1954
- Background to Evolution in Africa (avec W. W. Bishop), 1967
- The Prehistory of Africa, 1970
- The Cambridge History of Africa: From the Earliest Times to c. 500 BC, 1982

### Biographie
- Daniel, Glyn Edmund; Chippindale, Christopher. The Pastmasters: Eleven Modern Pioneers of Archaeology: V. Gordon Childe, Stuart Piggott, Charles Phillips, Christopher Hawkes, Seton Lloyd, Robert J. Braidwood, Gordon R. Willey, C.J. Becker, Sigfried J. De Laet, J. Desmond Clark, D.J. Mulvaney. New York: Thames and Hudson, 1989  (ISBN 0-500-05051-1).